# Meilenstein (Blankenheim)

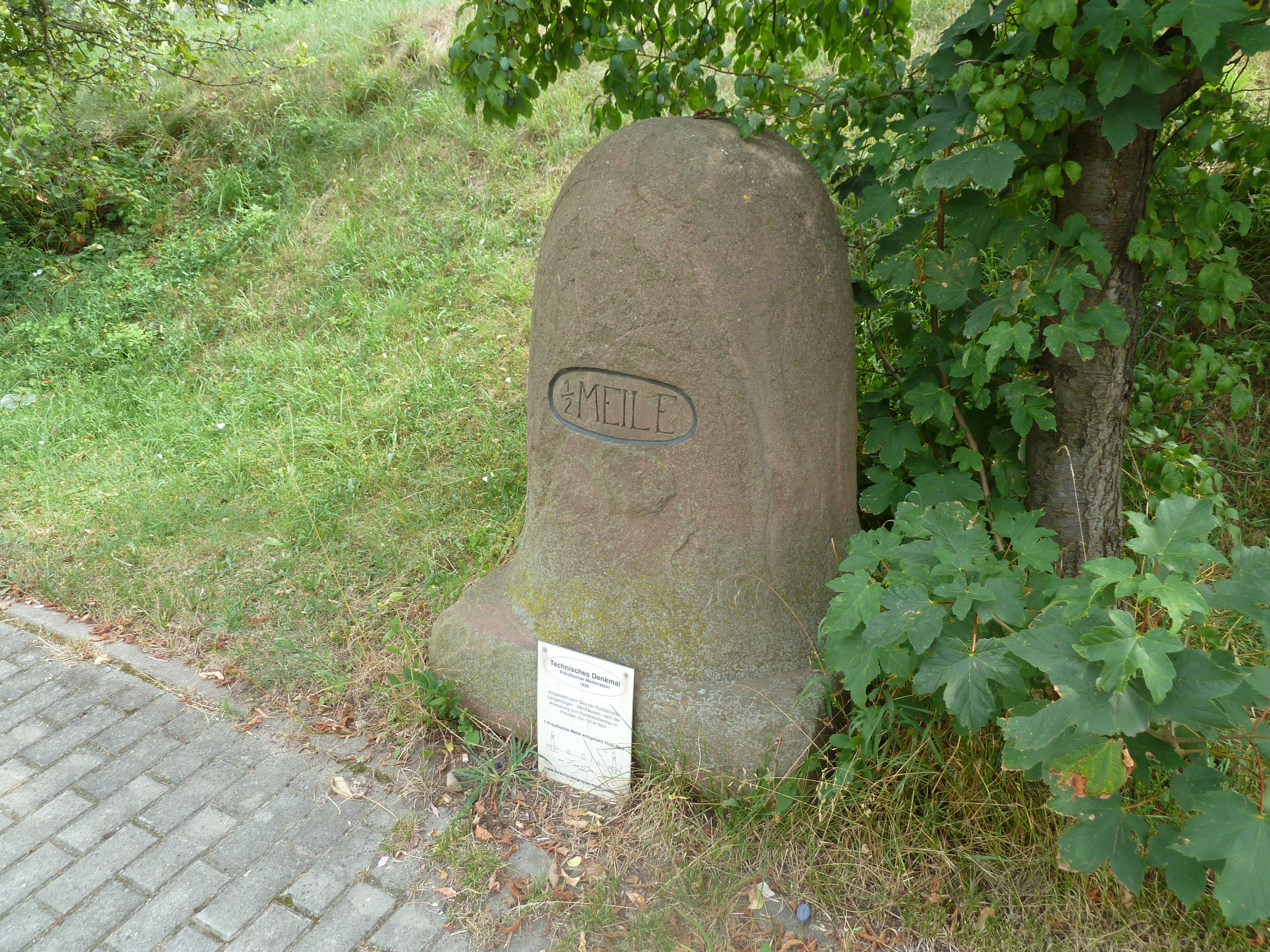
Preußischer Halbmeilenstein in Blankenheim

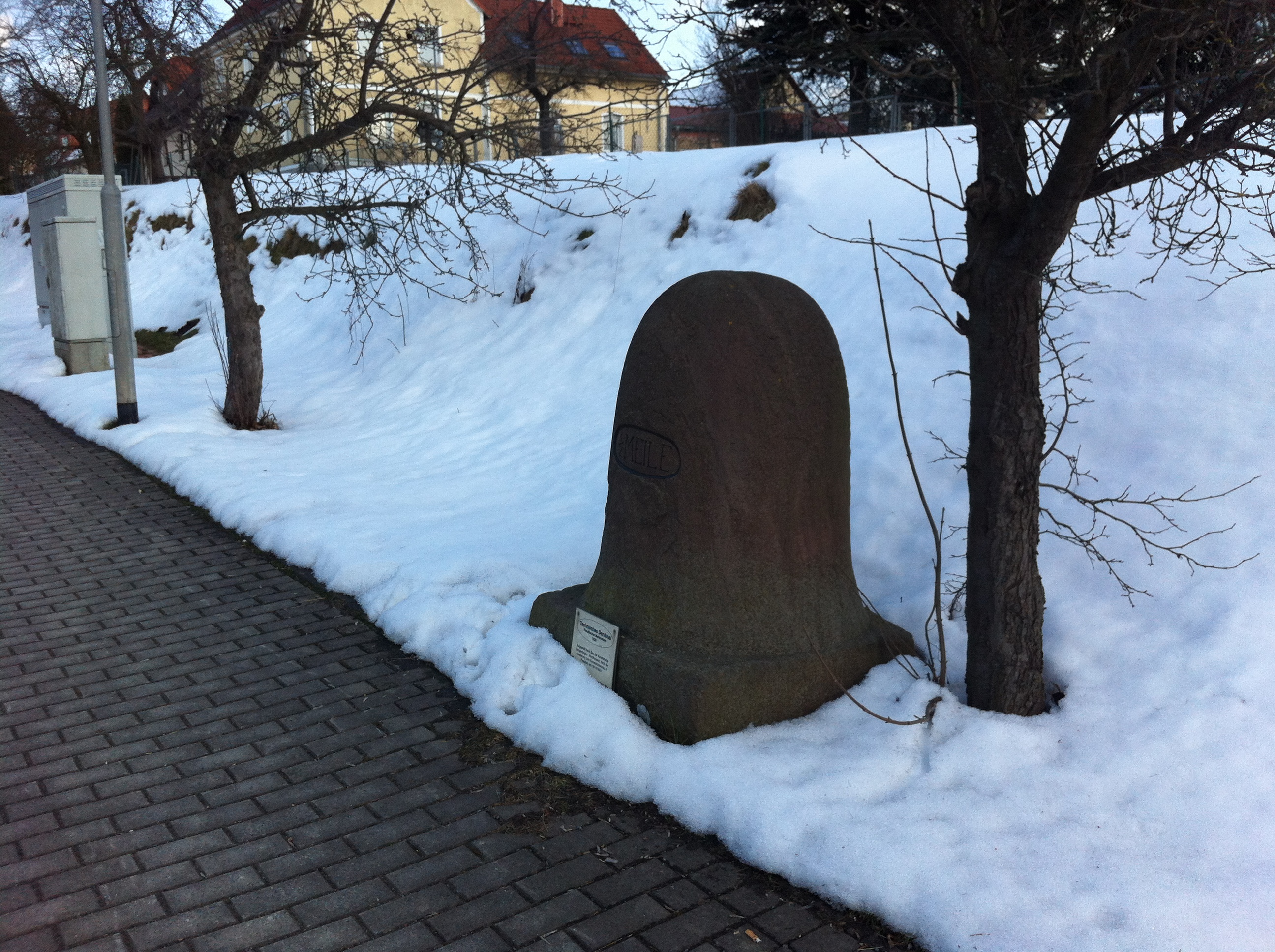
Preußischer Halbmeilenstein in Blankenheim

Der Meilenstein in Blankenheim ist ein Kleindenkmal in der Verbandsgemeinde Mansfelder Grund-Helbra im Landkreis Mansfeld-Südharz in Sachsen-Anhalt.
Die preußische Staatschaussee von Berlin über Halle (Saale) nach Kassel entstand im Teilabschnitt von Langenbogen nach Nordhausen in den Jahren 1824 bis 1826. Die Meilensteine des Abschnitts stammen aus dem Jahr 1826 und unter diesen ist der Halbmeilenstein in Blankenheim ein typischer Vertreter. Er trägt die Inschrift 1/2 Meile und steht als solcher auf halber Strecke zwischen den Ganzmeilensteinen von Emseloh und Wimmelburg, aber auch zwischen den Viertelmeilensteinen die Blankenheim gen Emseloh und Wimmelburg einrahmen. Eine solche komplett erhaltene Meilenstein-Reihung ist heute eine Seltenheit, war früher aber normal. Der Nullpunkt der Chaussee war der Dönhoffplatz in Berlin.
Wie so viele Steine entlang der Strecke – beispielsweise Lüttchendorf oder Seeburg – war auch dieser teilweise versunken und musste im Jahr 2002 angehoben werden. Damit sich das nicht wiederholt, stellte man ihn auf ein Pflasterpodest und versah ihn mit einer Erläuterungstafel der Forschungsgruppe Meilensteine. Der Stein vom Typ große Glocke steht an der Südseite der Hauptstraße nahe einer Bushaltestelle am Edelgarten. Auch die Schrift war abgeblättert. Der preußische Halbmeilenstein steht unter Denkmalschutz und ist trotzdem im Denkmalverzeichnis nicht zu finden. Die mit Fuß 120 Zentimeter hohe Glocke gilt als Denkmal des Vermessungswesens und der Verkehrsgeschichte des 19. Jahrhunderts, ist aber auch ein Rechtsdenkmal.